# Ed Banger Records
Ed Banger Records ist ein französisches Musiklabel mit dem Schwerpunkt elektronische Musik, insbesondere French House. Im Jahre 2002 wurde es von Busy P (bürgerlich Pierre „Pedro“ Winter), dem damaligen Manager von Daft Punk, in Paris gegründet.
Labelkünstler sind Busy P selbst, Justice, Uffie, Breakbot, SebastiAn, DJ Mehdi, Vicarious Bliss, Krazy Baldhead, Mickey Moonlight und Mr Flash. Andere Künstler sind Mr. Oizo, Philippe Zdar (als A Bass Day) und Zongamin sowie die drei Brüder DSL (David, Stephane & Lionel).
Für das Artwork ist der Pariser Künstler So-Me verantwortlich.
Ed Banger Records ist Teil des Unternehmens Headbangers Entertainment.